# Gymnaspis ramakrishnai
Gymnaspis ramakrishnai är en insektsart som beskrevs av Green 1919. Gymnaspis ramakrishnai ingår i släktet Gymnaspis och familjen pansarsköldlöss. Inga underarter finns listade i Catalogue of Life.